# La Mezquita (parroquia)
La Mezquita (llamada oficialmente San Martiño da Mezquita) es una parroquia y una villa española del municipio de La Mezquita, en la provincia de Orense, Galicia.

## Toponimia
La parroquia también es conocida por el nombre de San Martín de La Mezquita.

## Organización territorial
La parroquia está formada por dos entidades de población, constando una de ellas en el nomenclátor del Instituto Nacional de Estadística español:
- A Mezquita
- O Campo da Feira

## Demografía
Gráfica demográfica de la villa y parroquia de La Mezquita según el INE español:
| Gráfica de evolución demográfica de La Mezquita entre 2000 y 2022 |
|                                                                   |
| Datos según el nomenclátor publicado por el INE.                  |